# Transitorisch evozierte otoakustische Emissionen
Transitorisch evozierte otoakustische Emissionen (Abk. TEOAE, von griech. otos = Ohr) sind die akustische Antwort des Innenohrs auf einen kurzen, breitbandigen akustischen Reiz.
Die TEOAE sind ein Phänomen, das am Gehör des Menschen und vieler Tiere beobachtet werden kann. Kurze Schallreize, sogenannte Klicks, führen zu einer mechanischen Reaktion des Innenohrs. Diese Reaktion wird als Schall wieder nach außen übertragen. Ursache für die TEOAE sind nach heutigem Stand der Forschung die äußeren Haarzellen in der Hörschnecke, die Schallwellen teilweise verstärken können (sog. cochleärer Verstärkermechanismus), was für das Hören geringer Schalldruckpegel hilfreich ist. Da die Haarzellen ihre Schwingungen leicht verzögert abgeben und nach kurzen Ereignissen noch nachschwingen, kann im Gehörgang nach  einem kurzen Schallereignis ein etwas längeres Antwortsignal gemessen werden. Da dieses Signal bei einer Schädigung der äußeren Haarzellen des Innenohres schwächer wird oder sogar verschwindet, kann die Messung der TEOAE zur Diagnose von Erkrankungen des Innenohrs verwendet werden.
Die Auslösung und Messung der TEOAE stellt einen Bereich der Audiometrie dar.

## Auslösung und Messung
Bei durch Klicks hervorgerufenen Emissionen werden mit einer Sonde im äußeren Gehörgang Klick-Geräusche mittlerer Lautstärke ins Ohr abgegeben. In den kurzen Pausen zwischen den Klicks wird das reflektierte Geräusch sowie das vom Ohr abgegebene Geräusch durch ein Mikrofon in der Sonde gemessen, und mit Hilfe geeigneter EDV-Programme wird das vom Ohr abgegebene Geräusch, die otoakustischen Emissionen, herausgefiltert und graphisch dargestellt.
Jedes Ohr gibt dabei ein höchst individuelles Bild ab, welches in seiner Einzigartigkeit dem des Fingerabdruckes gleicht. Um sicherzustellen, dass es sich nicht um ein Zufallsrauschen handelt, teilt der Messcomputer die Messungen in zwei Teile auf und vergleicht die beiden Teilergebnisse. Stimmen sie zu einem hohen Prozentsatz überein, so sind otoakustische Emissionen nachgewiesen.
Die Emissionen haben einen sehr niedrigen Schalldruckpegel, der teilweise bei −10 dB SPL liegt. Die Messung solch leiser Schallsignale ist ohne elektronische Nachbearbeitung eigentlich nicht möglich. Deshalb werden mehrere Maßnahmen angewendet, um ein verwertbares Ergebnis zu erhalten. Zum einen muss die Messumgebung möglichst wenig Störgeräusche enthalten. Das wird durch die Position der Sonde im Gehörgang, deren Abdichtung mit Schaumstoff- oder Silikonpassstücken und relative Umgebungsruhe erreicht. Zum anderen wird die Messung, die selbst nur eine zehntel Sekunde oder weniger dauert, über mehrere Minuten hinweg ständig wiederholt (in der Praxis ca. 300 Messungen). Da die Antwort eines Ohres auf denselben Reiz praktisch immer gleich ausfällt, kann der Messcomputer die vielen gemessenen Antworten für eine Signalrekonstruktion durch Mittelung verwenden. Unter der Annahme eines mittelwertfreien Rauschens, welches von der OAE unabhängig ist, steigt bei einer Verdoppelung der Messzeit das Signal-Rausch-Verhältnis um 3 dB.

## Aussage der Messergebnisse
Das Vorhandensein der TEOAE weist die Tätigkeit der äußeren Haarzellen mit großer Sicherheit nach. Die Anordnung der äußeren Haarzellen repräsentiert eine Frequenz-Ort-Codierung (Tonotopie). Signalanteile des Klickreizes mit hohen Frequenzen regen die äußeren Haarzellen nahe dem ovalen Fenster zu Schwingungen an, Signalanteile mit niedrigen Frequenzen hingegen reizen die äußeren Haarzellen in Richtung des apikalen Endes der Basilarmembran. Aufgrund der unterschiedlichen Laufzeiten der retrograden Wanderwellen können die emittierten Ohrgeräusche getrennt analysiert werden. Somit sind spezifische Aussagen über das Hörvermögen in einzelnen Frequenzbereichen möglich. Ein erbrachter Nachweis der Existenz von TEOAEs bestätigt die Funktionsfähigkeit der äußeren Haarzellen.
Umgebungslärm, verstopfte Sondenkanäle und Schallleitungsstörungen wie z. B. Erkrankungen des Mittelohres können die Messung der TEOAE verhindern, obwohl sie vom Innenohr produziert werden. Somit kann der Umkehrschluss von fehlenden TEOAE auf eine Erkrankung des Innenohres nicht alleine durch TEOAE-Messungen getroffen werden. Schwerhörigkeitsformen, die im Verlaufe der Hörbahn „hinter“ den äußeren Haarzellen liegen, so z. B. neurale oder zentrale Ursachen, werden durch die OAE-Messungen nicht erfasst.

## Anwendung
Die Messungen der TEOAE werden u. a. für das Neugeborenenhörscreening eingesetzt, das innenohrbedingte Hörstörungen bereits wenige Stunden nach der Geburt erkennen kann. Damit kann man pauschal das Innenohr-Hörvermögen im Bereich von 1–5 kHz beurteilen. Schallempfindungsstörungen über 20–30 dB HL können durch die Messung der TEOAE ausgeschlossen werden. Nicht erfasst werden damit allerdings neurale (hörnervenbedingte) Hörstörungen. Messsysteme für TEOAE zeigen in klinischen Studien meist eine Sensitivität von 99 % und mehr, aber nur eine Spezifität von 90 % bis 95 %. Das bedeutet, dass bei einer Häufigkeit von Innenohrhörverlusten von 0,1 % bei Neugeborenen jedes 10. bis 20. Kind keine TEOAE zeigt, obwohl kein Hörschaden vorliegt.
Solche Zahlen liegen jedoch in der Natur der Screenings und werden in Kauf genommen, um möglichst alle Hörschäden auch sicher zu erkennen.
Der wesentliche Vorteil dieser Messung liegt jedoch darin, dass die Patienten nicht aktiv bei der Messung mitwirken müssen. Erst dadurch wird die Anwendung bei Neugeborenen möglich.